# 엘시 제니스

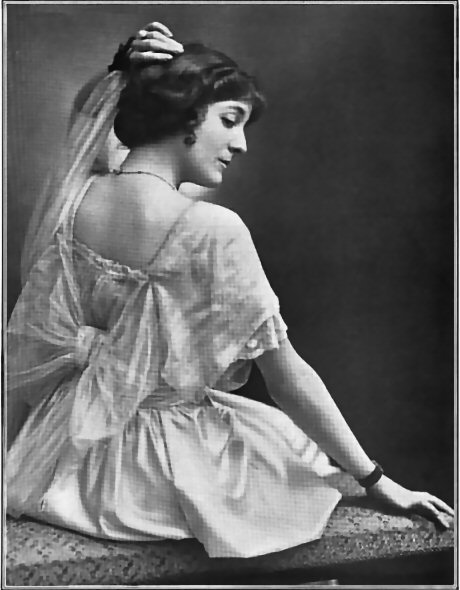

엘시 제니스(Elsie Janis, 1889년 3월 16일 ~ 1956년 2월 26일)는 미국의 배우, 가수, 각본가, 연극 배우, 작곡가 겸 작사가, 영화배우이다.
콜럼버스에서 태어났으며 베벌리힐스에서 사망하였다. 포리스트 론 메모리얼 파크에 매장되었다.

## 영화
- 리칭 포 더 문 (1930년)
- 마담 사탄 (1930년)
- 클로즈 하모니 (1929년)
- 오 케이! (1928년)